# Orchigymnadenia robsonii
Orchigymnadenia robsonii là một loài thực vật có hoa trong họ Lan. Loài này được mô tả khoa học đầu tiên năm 1928.